# دینا قالیباف
دینا قالیباف خبرنگار و فعال دانشجویی ایرانی است. او که دانشجوی کارشناسی علوم سیاسی دانشگاه شهید بهشتی است، در فروردین‌ماه ۱۴۰۳ و پس از انتشار روایت خود از خشونت نیروهای پلیس جمهوری اسلامی دستگیر شد.
قالیباف سابقه همکاری با رسانه‌هایی چون هم‌میهن، ایسنا و اقتصادآنلاین را دارد.

## بازداشت
در ۲۷ فروردین ۱۴۰۳ و در طی روزهای نخست اجرای طرحی موسوم به «طرح نور» از سوی فرماندهی انتظامی جمهوری اسلامی در ایران برای افزایش فشار بر زنان برای رعایت حجاب اجباری، دینا قالیباف با انتشار روایتی از خشونت مأموران گشت ارشاد مترو با خود خبر داد. او یک روز پس از انتشار این روایت و در تاریخ ۲۸ فروردین از سوی یک نهاد امنیتی در منزل خود بازداشت شد. او چند روز بعد و در اول اردیبهشت از بازداشتگاه آگاهی شاپور به بند زنان زندان اوین منتقل شد. به گفته نرگس محمدی، دینا قالیباف «با تن کبود و روایت آزار جنسی» وارد بند زنان زندان اوین شده است. او به نشر اکاذیب، تشویش اذهان عمومی و تمرد از فرمان پلیس متهم شده است.

### کارشکنی برای آزادی
طبق گزارش ایران‌وایر، در روز سوم اردیبهشت ۱۴۰۳، به‌رغم تأمین وثیقه ۵۰۰ میلیونی تعیین‌شده برای آزای توسط خانواده‌اش، از آزادی او جلوگیری شد. مقامات قضایی در لحظه آخر از و خواسته بودند روایت خود از آزار مأموران نیروی انتظامی و حجاب‌بان‌های مترو، همچنین روایت نرگس محمدی دربارهٔ شرایط او در هنگام ورود به زندان را تکذیب کنند تا مجوز خروج او از زندان صادر شود. امتناع دینا قالیباف از امضای چنین تکذیب‌نامه‌ای باعث شد تا مقامات قضایی از آزادی او به قید وثیقه جلوگیری کنند.